# Pamětní strom

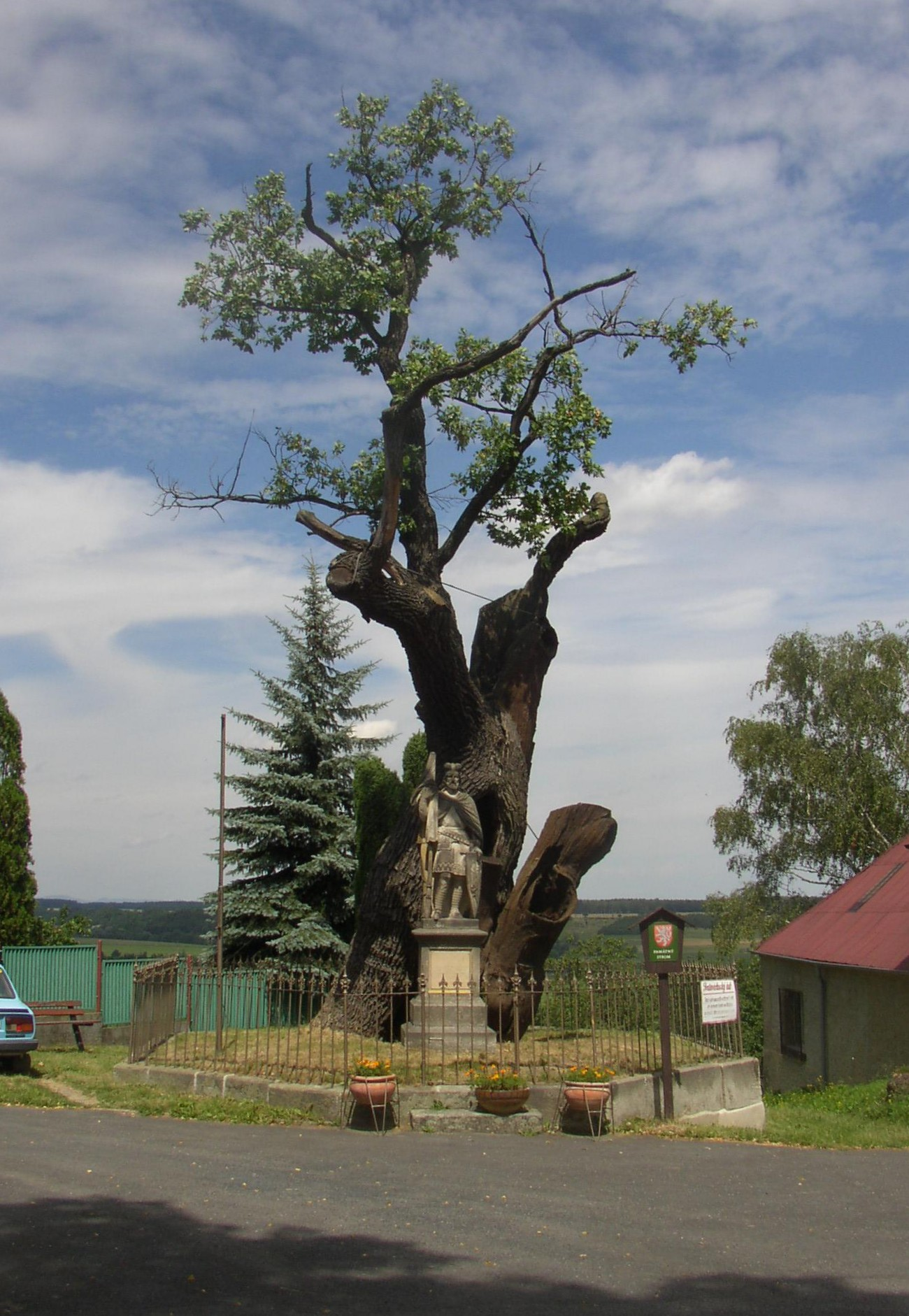
Dub ve Stochově byl podle pověsti zasazen v den narození svatého Václava

Pamětní neboli memoriální strom je termín, který se používá k označení stromu vysazeného při významné příležitosti nebo k výročí historické události. Na rozdíl od pojmu památný strom není ukotven v zákoně, ale může se v některých situacích významově překrývat.

## Význam
Na pamětní stromy se nevztahuje žádná specifická forma ochrany, pouze základní ochrana dřevin rostoucích mimo les specifikovaná v zákoně č. 114/1992 Sb., o ochraně přírody a krajiny. Pamětní stromy nejsou (na rozdíl od památných) centrálně evidované; v některých případech dochází k evidenci lokální (např. roku 2011 probíhalo hledání pamětních stromů na Praze 6).

## Příklady
Pamětní stromy bývají vysazované při významných návštěvách, k upomínce úmrtí významné osobnosti, nebo při výročí významné události (založení republiky, upálení mistra Jana Husa a podobně). Zřejmě největší počet pamětních stromů byl vysazen u příležitosti 60. výročí narození ministerského předsedy Antonína Švehly (1933) a o rok později k jeho památce (tzv. Švehlovy lípy).
Často vysazovanými pamětními stromy jsou lípy, které jsou označovány jako Lípa svobody, případně Lípa republiky.
U starých stromů obvykle chybějí doklady a záznamy v kronikách, takže údaje nejsou prokazatelné. Například Holubova lípa ve Vlásenici byla podle pověsti vysazena roku 1415 po Husově upálení, dub ve Stochově roku 903 při narození knížete Václava a podobně.